# The Parisian Macao
The Parisian Macao (澳門巴黎人) est un complexe hôtelier et de divertissement situé dans la zone du Cotai Strip à Macao en Chine, ouvert en septembre 2016. Exploité par Sands China, une filiale de Las Vegas Sands, il s'inspire de l'architecture parisienne, avec pour pièce maîtresse une réplique de la tour Eiffel à la moitié de sa taille originale. Le complexe comprend un hôtel de luxe, un casino, des espaces de conférence, des restaurants et une galerie commerciale décorée dans le style des rues de Paris.
Le complexe comprend plus de 3 000 chambres et suites, décorées dans un style classique français, ainsi qu'un casino offrant une variété de jeux de table et de machines à sous. Il dispose également d'un centre commercial de luxe, le Shoppes at Parisian, qui propose des marques internationales, ainsi que plusieurs restaurants offrant une cuisine française et internationale. En complément, des spectacles, des événements culturels et des installations telles qu'un parc aquatique intérieur contribuent à diversifier l'expérience des visiteurs.
L'ouverture de The Parisian Macao s'inscrit dans la stratégie de Sands China visant à faire de Cotai un pôle de loisirs à l’échelle mondiale, en complément des autres propriétés du groupe, comme le Venetian Macao et le Londoner Macao. Son architecture et ses offres font du complexe une attraction majeure, attirant aussi bien les amateurs de casinos que les touristes à la recherche d'une ambiance européenne en Asie.

## Histoire
Le projet est bâti pour un coût de 2,5 milliards de dollars, dont 1,5 milliard de dollars est emprunté par la société mère Las Vegas Sands auprès d'une banque, et le reste, soit entre 900 millions et 1 milliard de dollars, est en espèces. En raison du retard dans la construction, une amende de 900 000 patacas de Macao (1,127 million de dollars) doit être payée.
La construction commence en 2013 et l'ouverture est initialement prévue pour 2015, mais est reportée au 13 septembre 2016.

### Théâtre Parisien
Le théâtre Parisien de Macao est situé au 5ème étage de l'hôtel et dispose de trois niveaux avec plus de 1 200 sièges. Le théâtre intègre des technologies de scène modernes et des équipements audio avancés, permettant d'organiser de grandes conférences ou des comédies musicales. Il accueille des spectacles de rue Streetmosphere, des mimes, des statues vivantes, des spectacles de danse française, entre autres. Il est adjacent à la salle de banquet Parisian, où peuvent être organisées des conférences de presse, des mariages ou des fêtes d'anniversaire. La première représentation est la comédie musicale Thriller – Live sur Michael Jackson.

### «Rêve Parisien»
Le spectacle « Rêve Parisien » est présenté du 16 mars au 17 septembre 2018, d'une durée de 65 minutes, et comprend des cascades en moto nommées « La Roue de la Mort ». Le spectacle prend fin début 2019.

### Aqua World et piscine de l'hôtel
Aqua World Macao est un tout nouveau parc aquatique payant à thème géant, avec trois grandes zones de divertissement aquatique sur le pont de la piscine extérieure, conçues pour tous les âges. Les installations uniques comprennent des toboggans aquatiques pour enfants, des seaux à bascule, des montgolfières de Jules Verne, des toboggans aquatiques de 12 mètres de haut de la tour Marie-Antoinette, entre autres équipements aquatiques.

### Réplique de la Tour Eiffel
La réplique est conçue à la moitié de l'échelle de la tour Eiffel de Paris, mesure environ 162 mètres de haut et compte 38 étages. Pour visiter les vues panoramiques depuis les 7ème et 37ème étages, les adultes doivent acheter un billet. L'accès au 7ème étage est gratuit, tandis que l'accès au 37ème étage coûte 75 patacas de Macao.

### Galerie

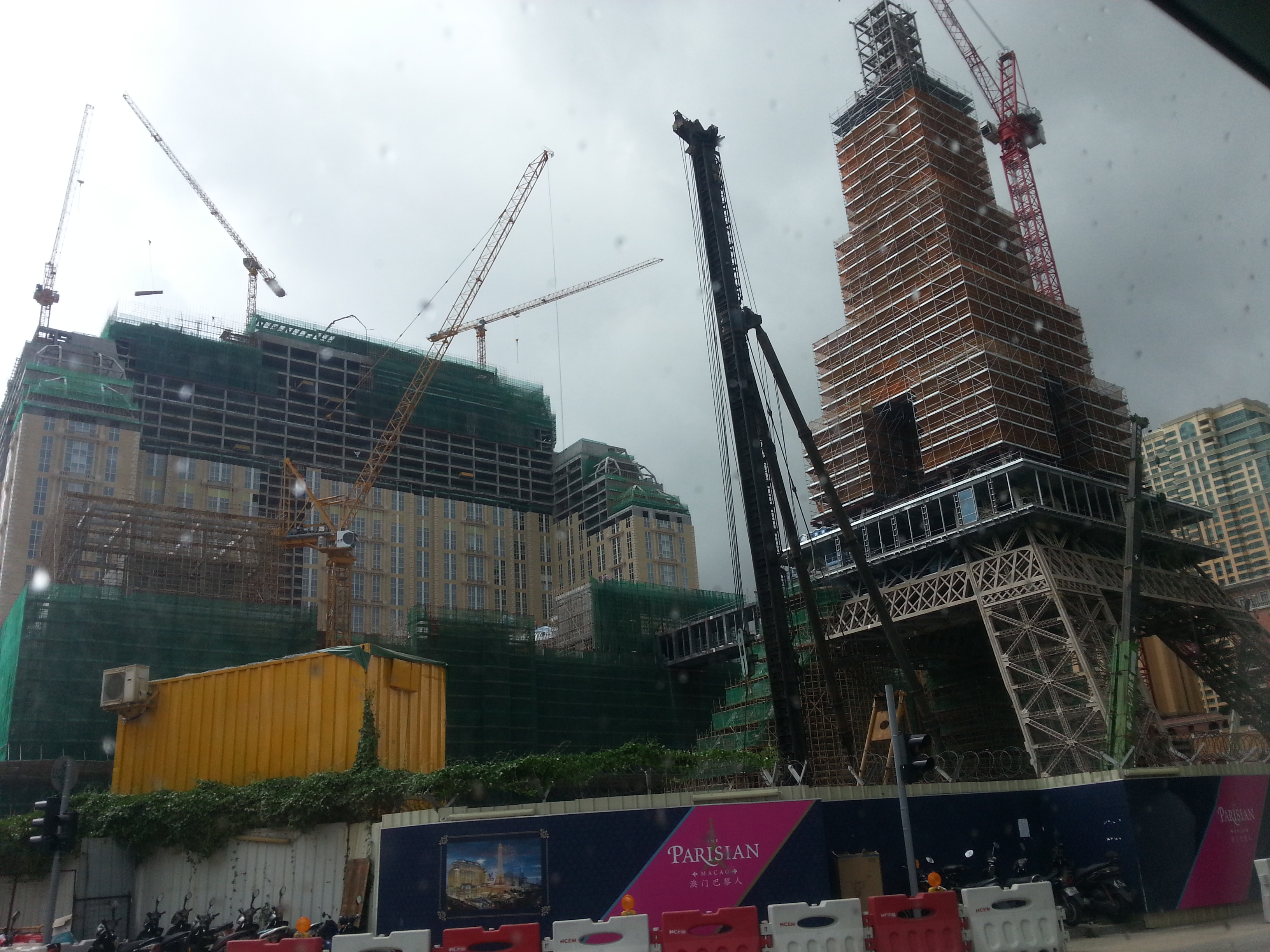
The Parisian en construction en 2015
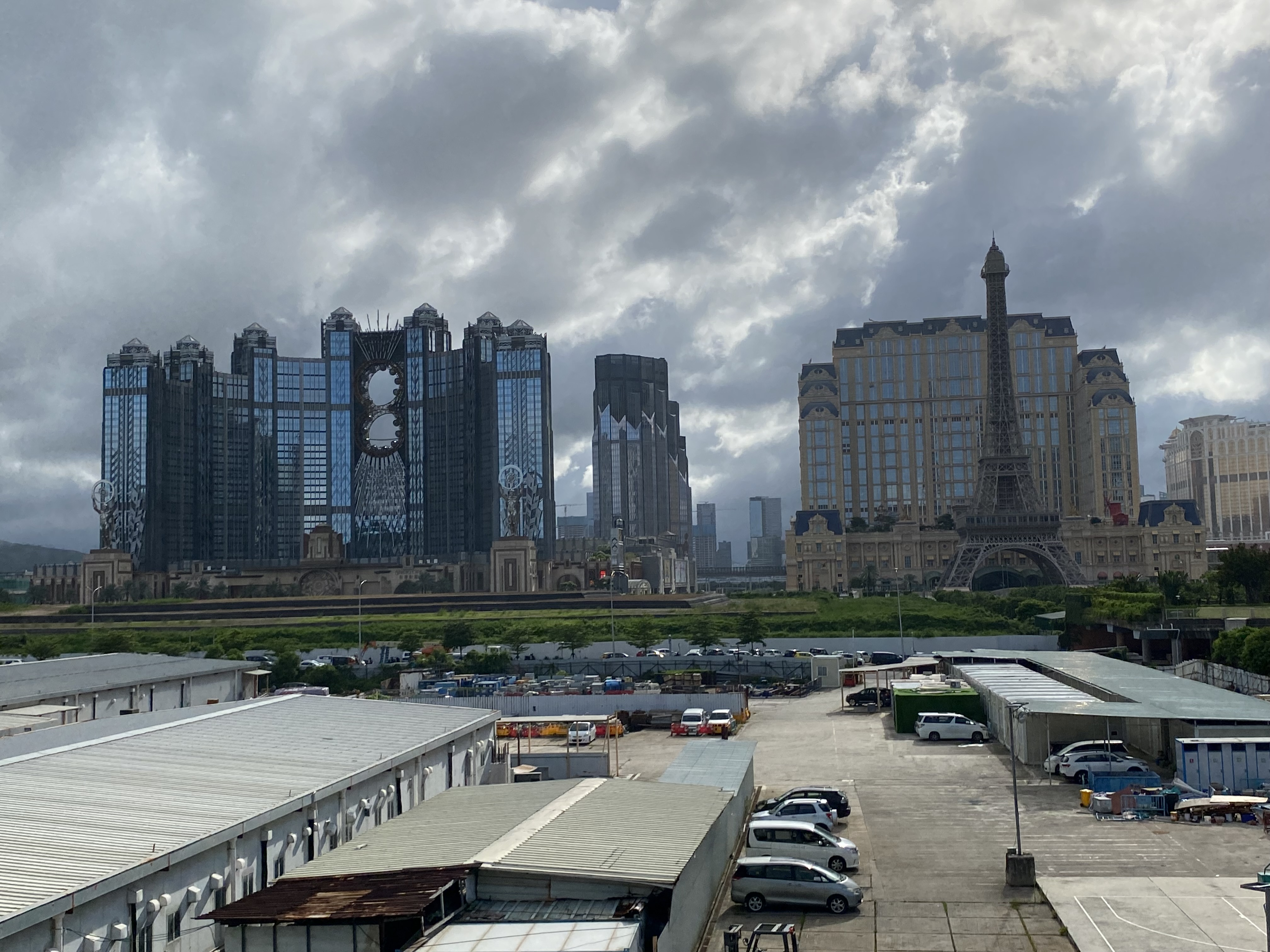
Vue éloignée de The Parisian Macao (à droite), avec Studio City (à gauche)
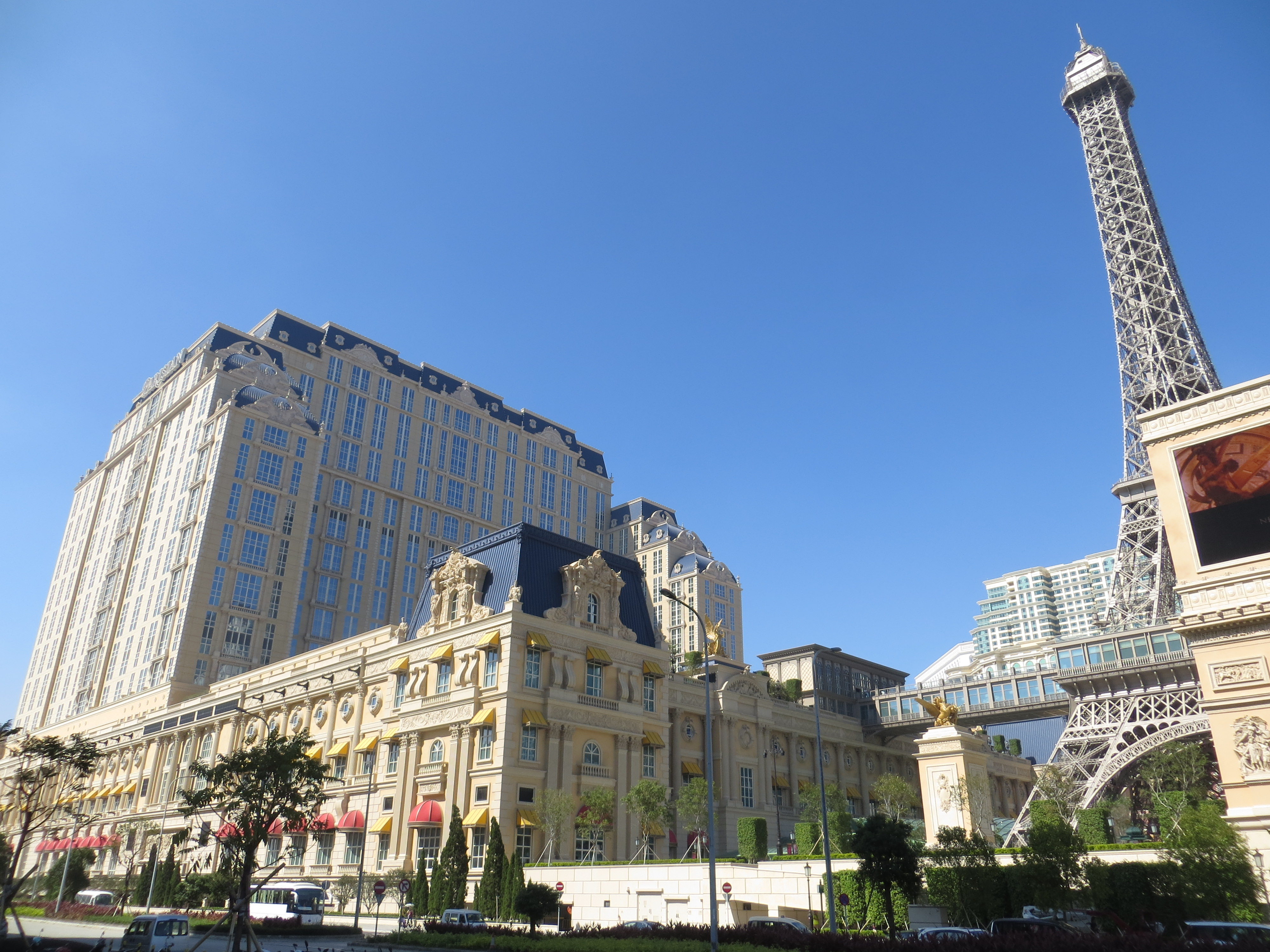
Vue rapprochée de l'hôtel
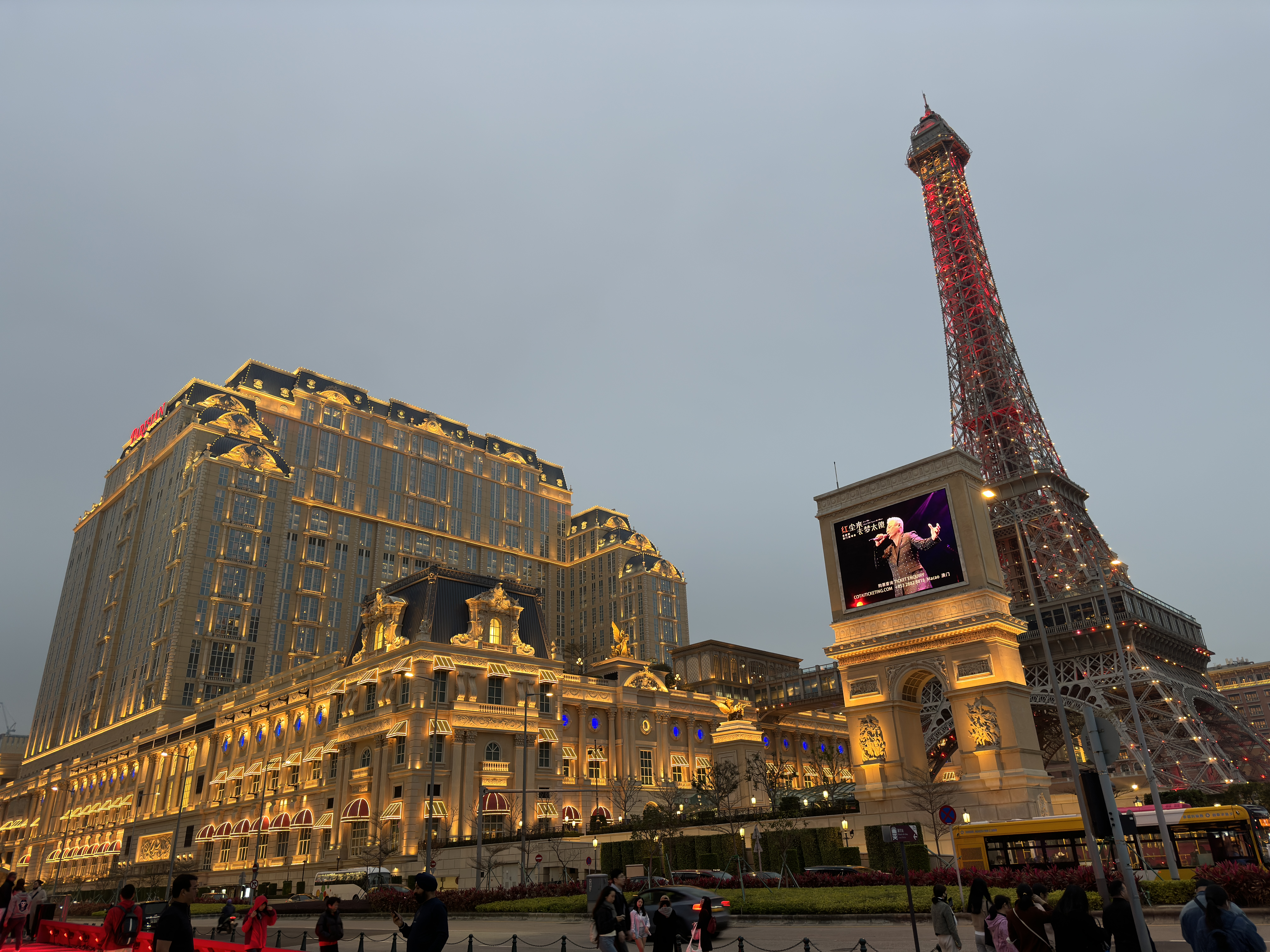
Vue le soir avec une réplique de l'Arc de triomphe pour soutenir l'écran géant
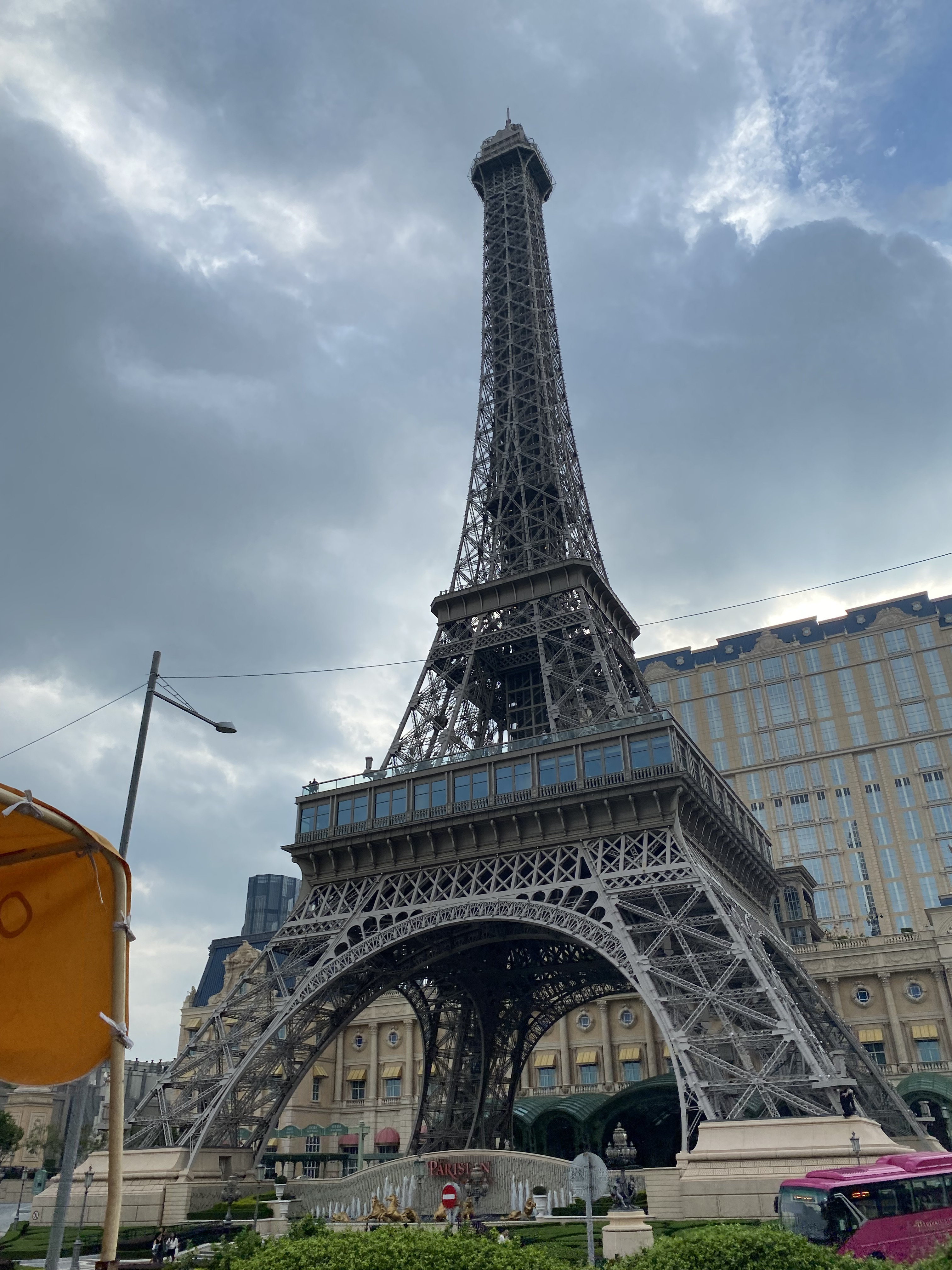
Plan sur la réplique de la tour Eiffel faisant environ la moitié de la taille celle de Paris
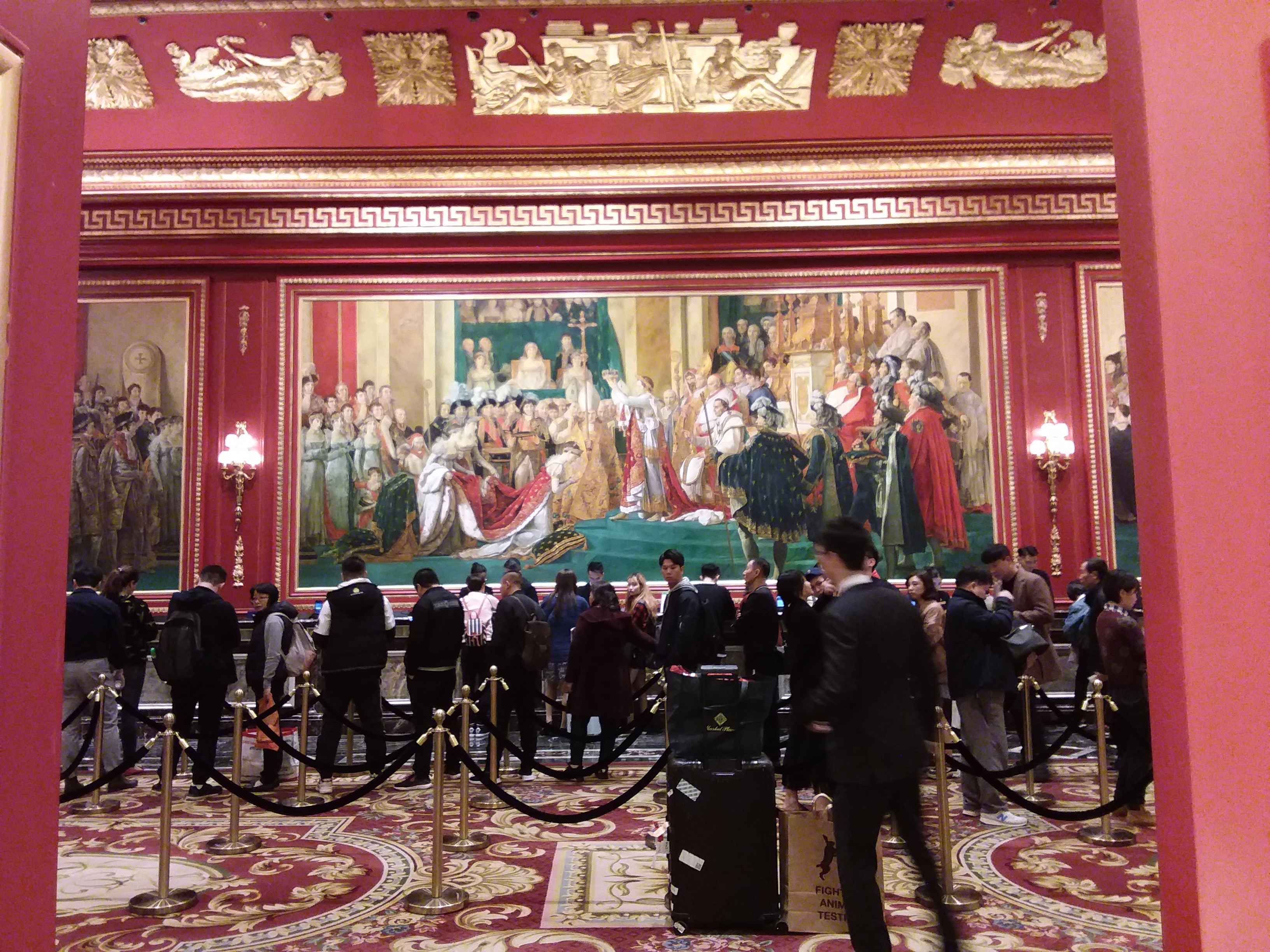
Heures de pointe du hall d'enregistrement de l'hôtel
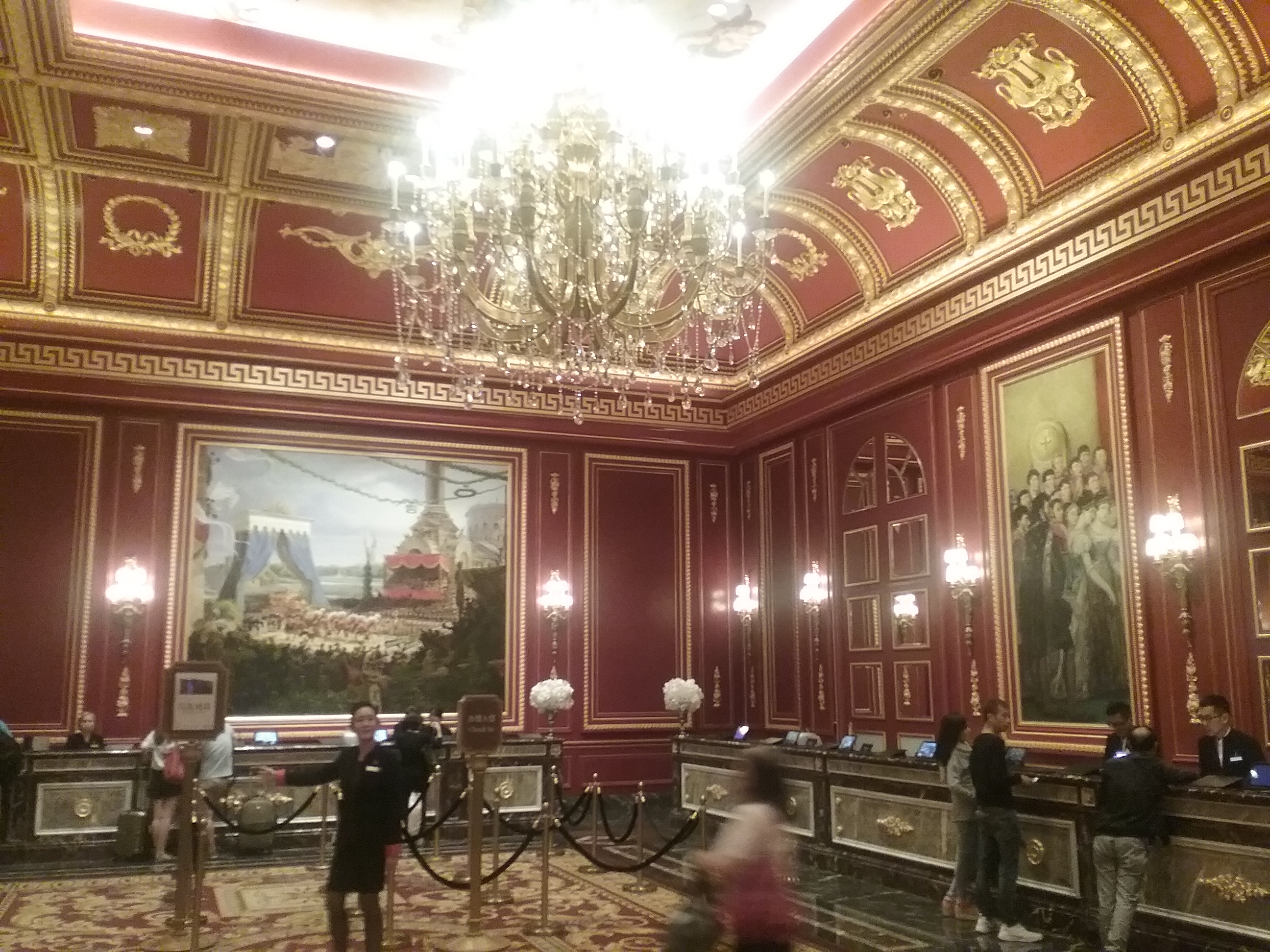
Lobby de l'hôtel
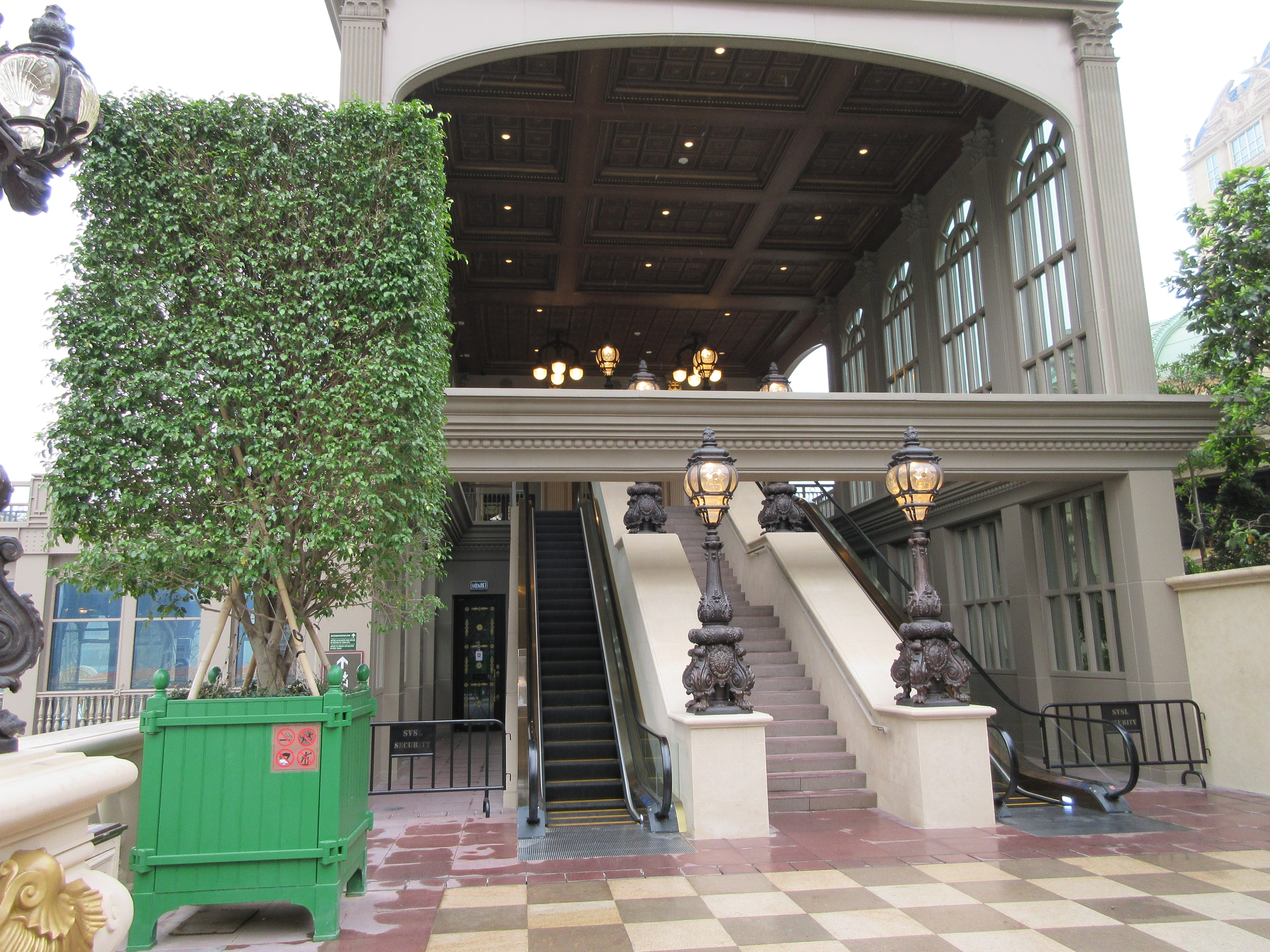
Entrée dans la réplique de la tour Eiffel
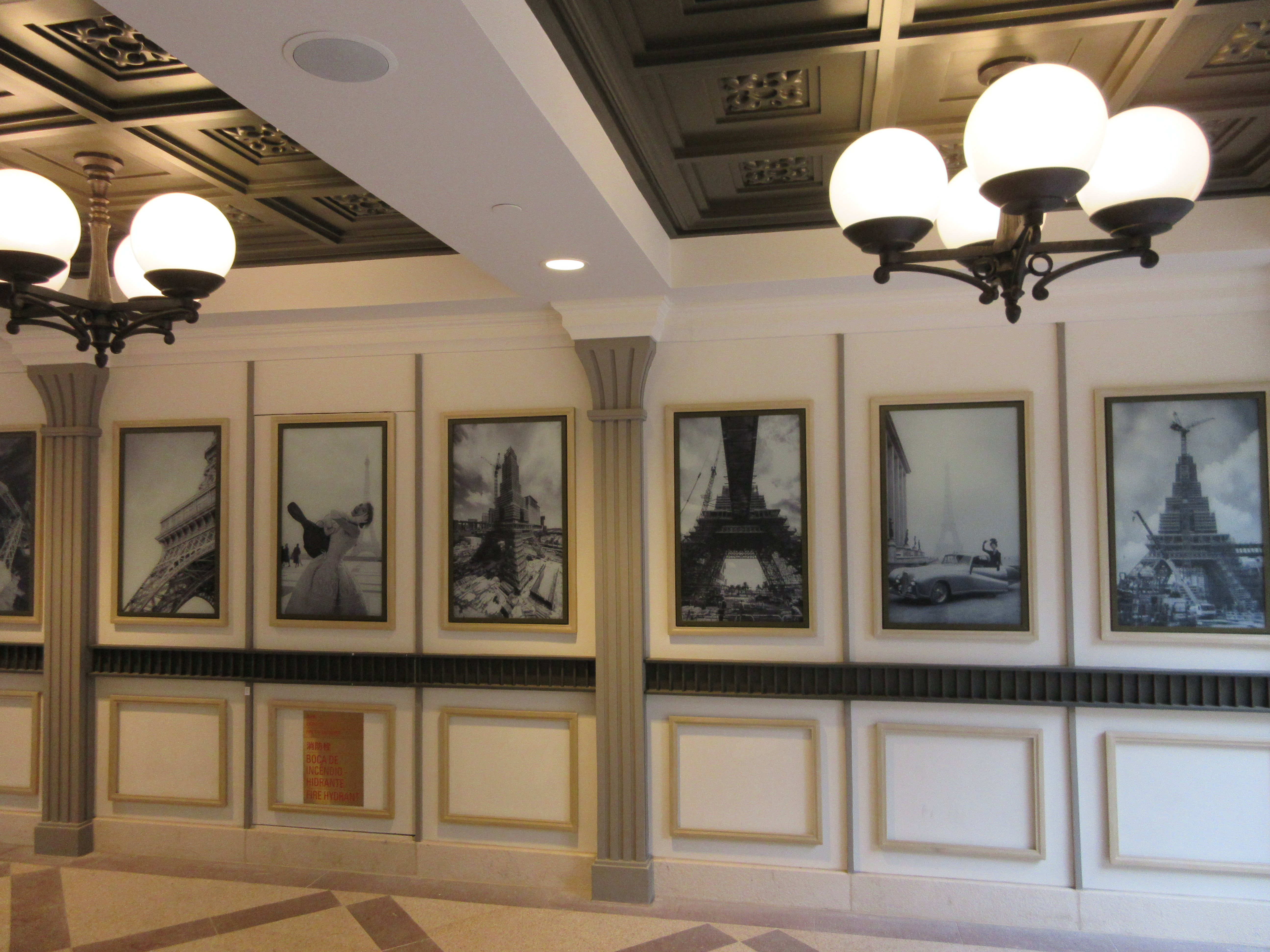
Galerie photo dans la réplique de la tour Eiffel
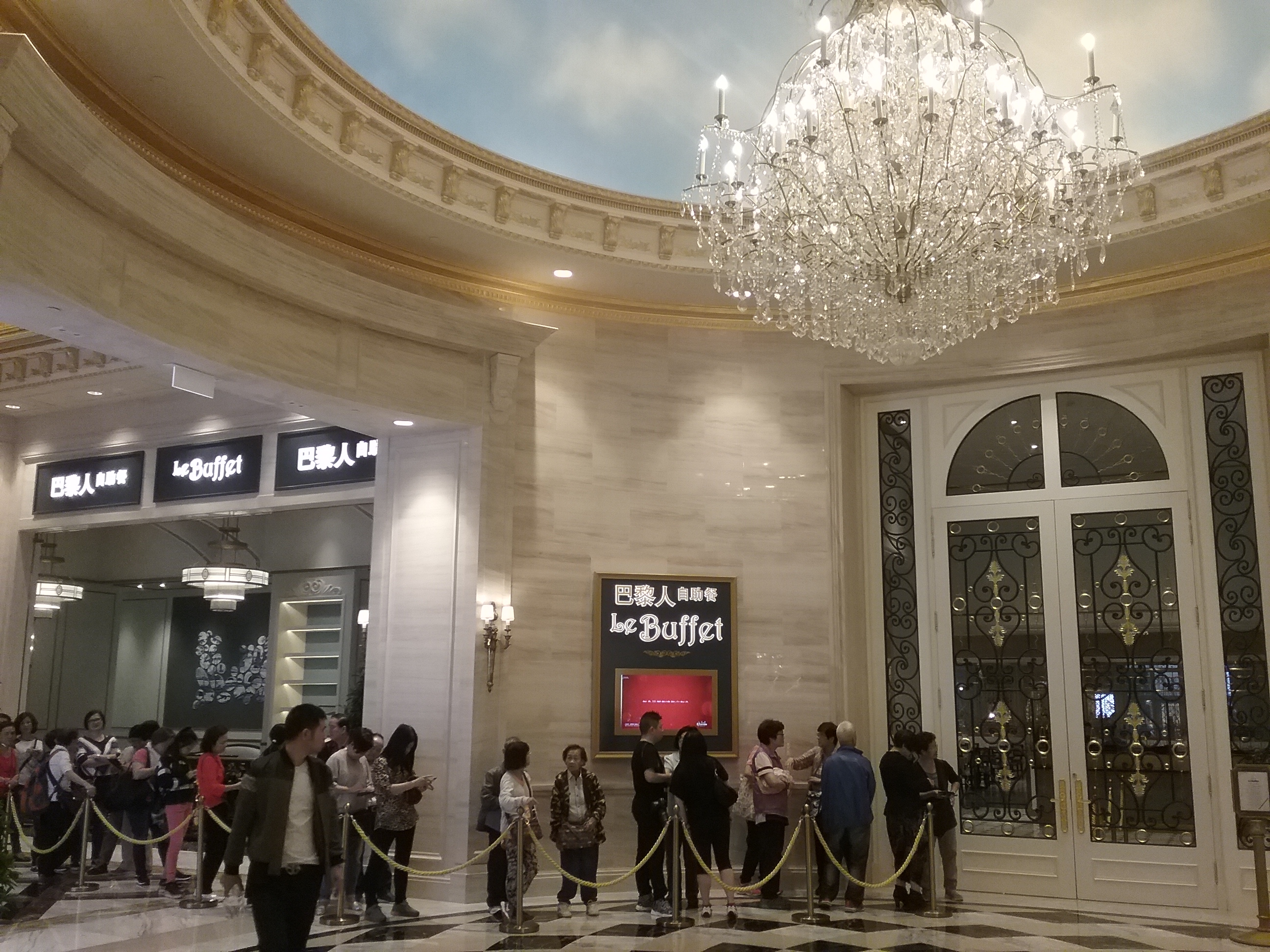
Entrée du restaurant Le Buffet
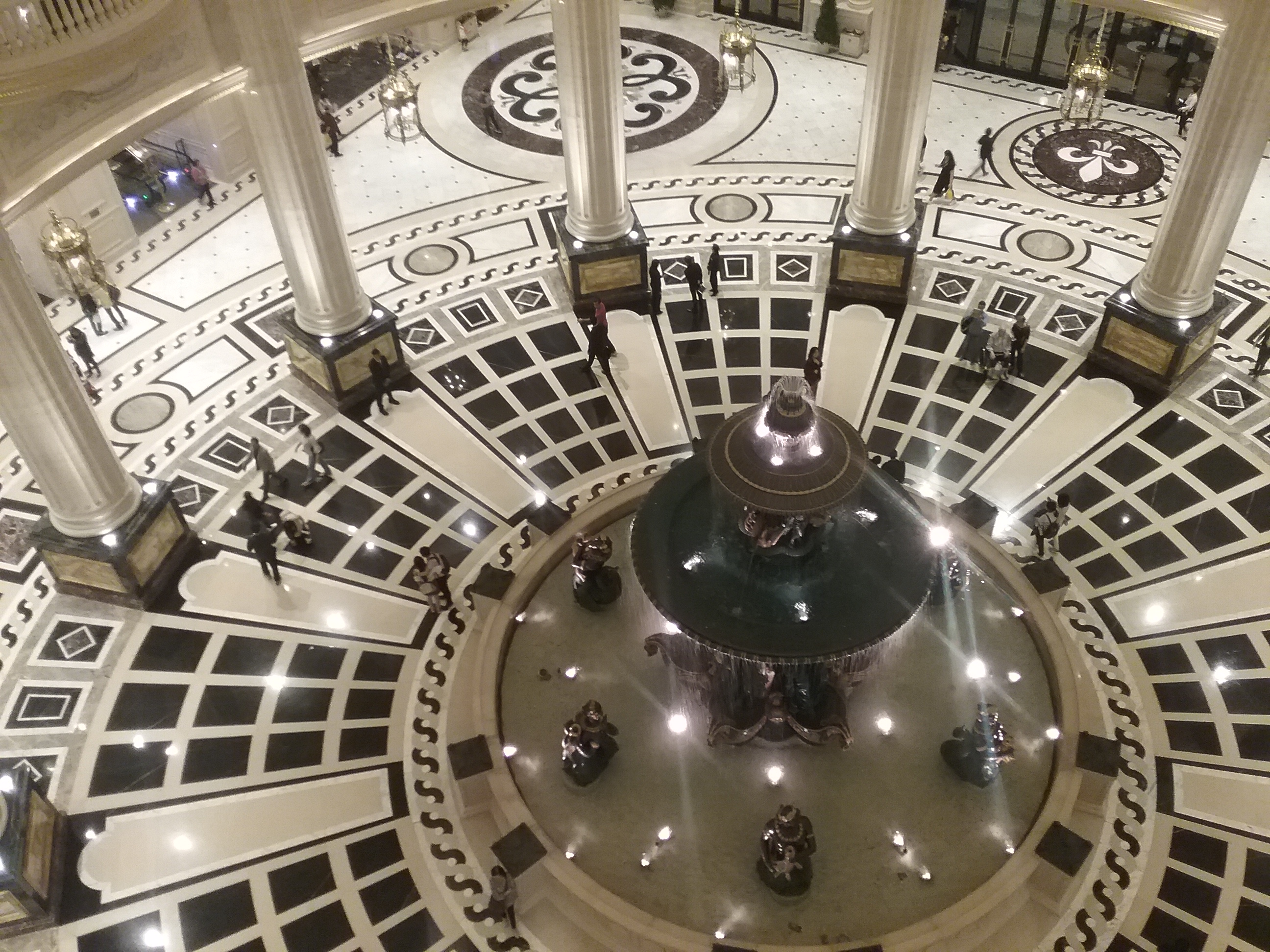
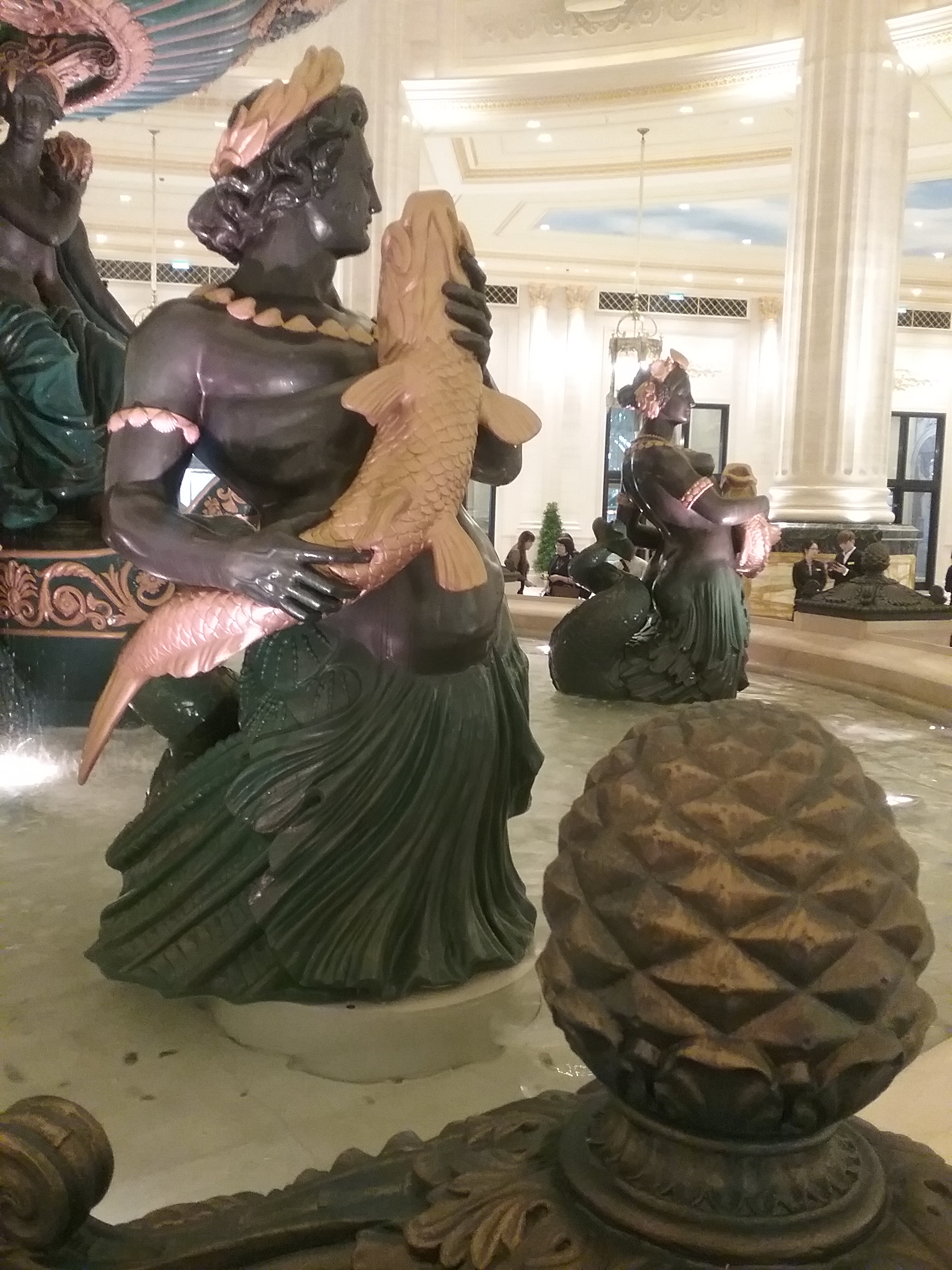
Fontaine de style parisien
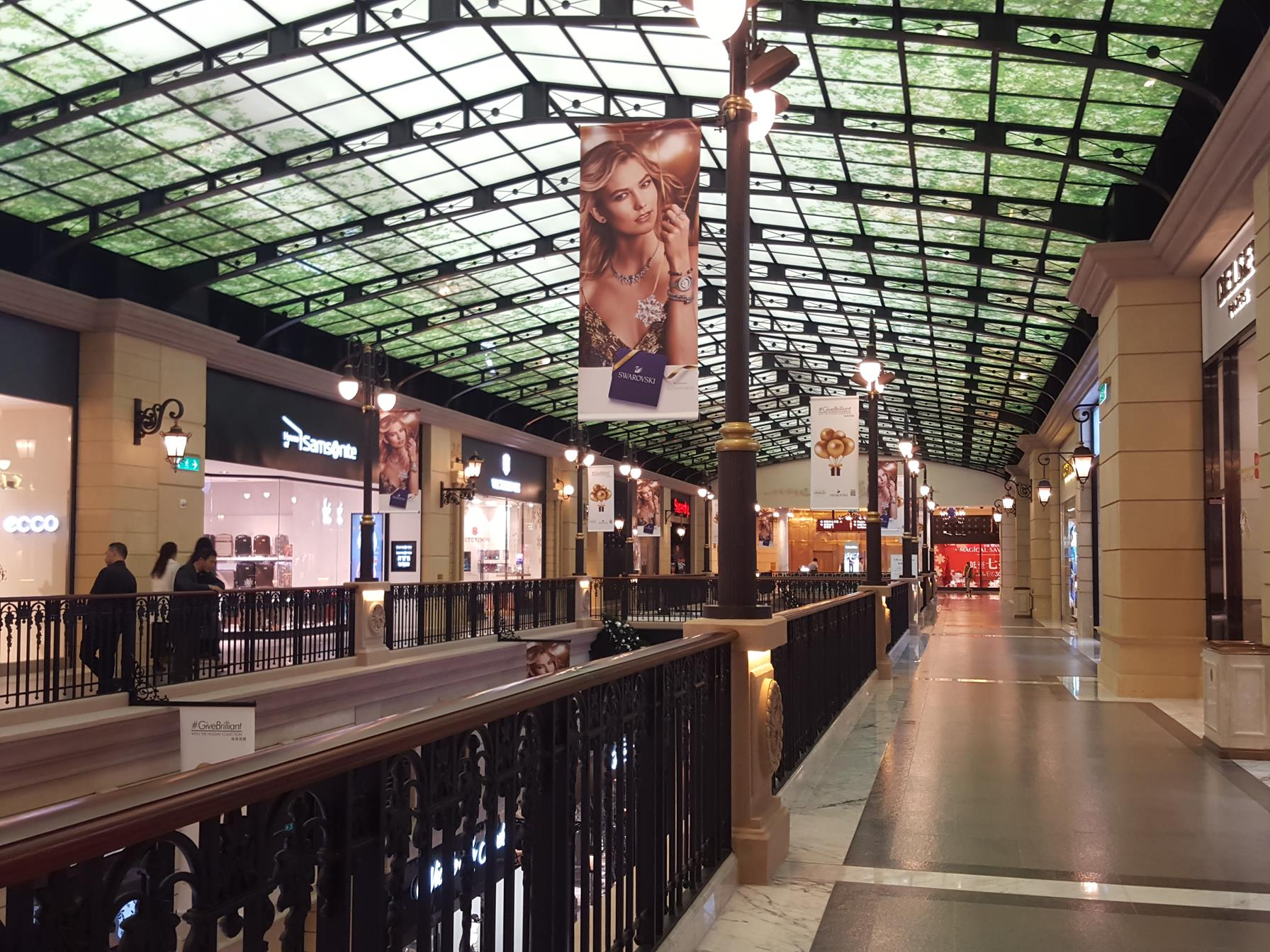
La galerie marchande Shoppes at Parisian
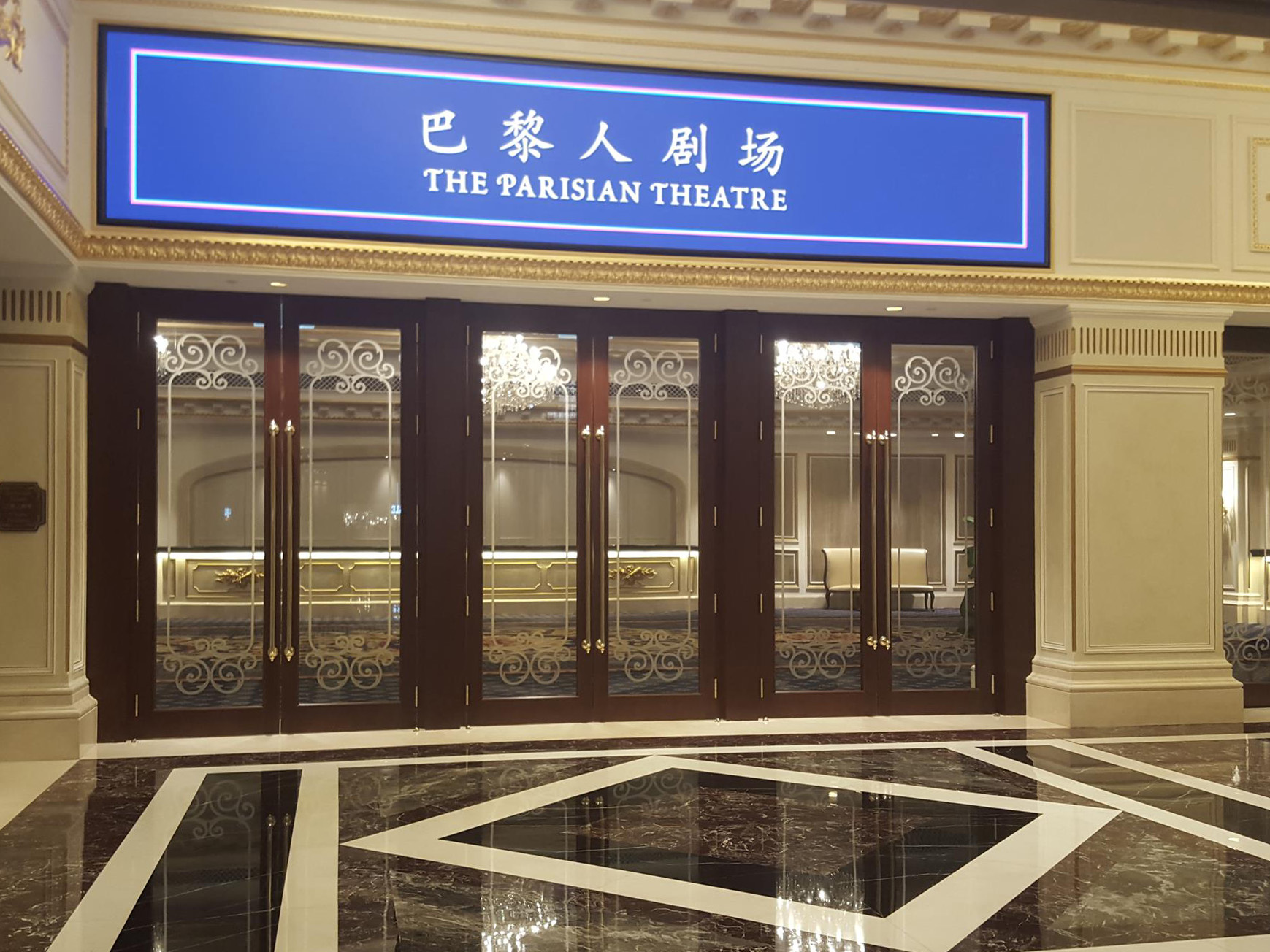
Le Théâtre Parisian
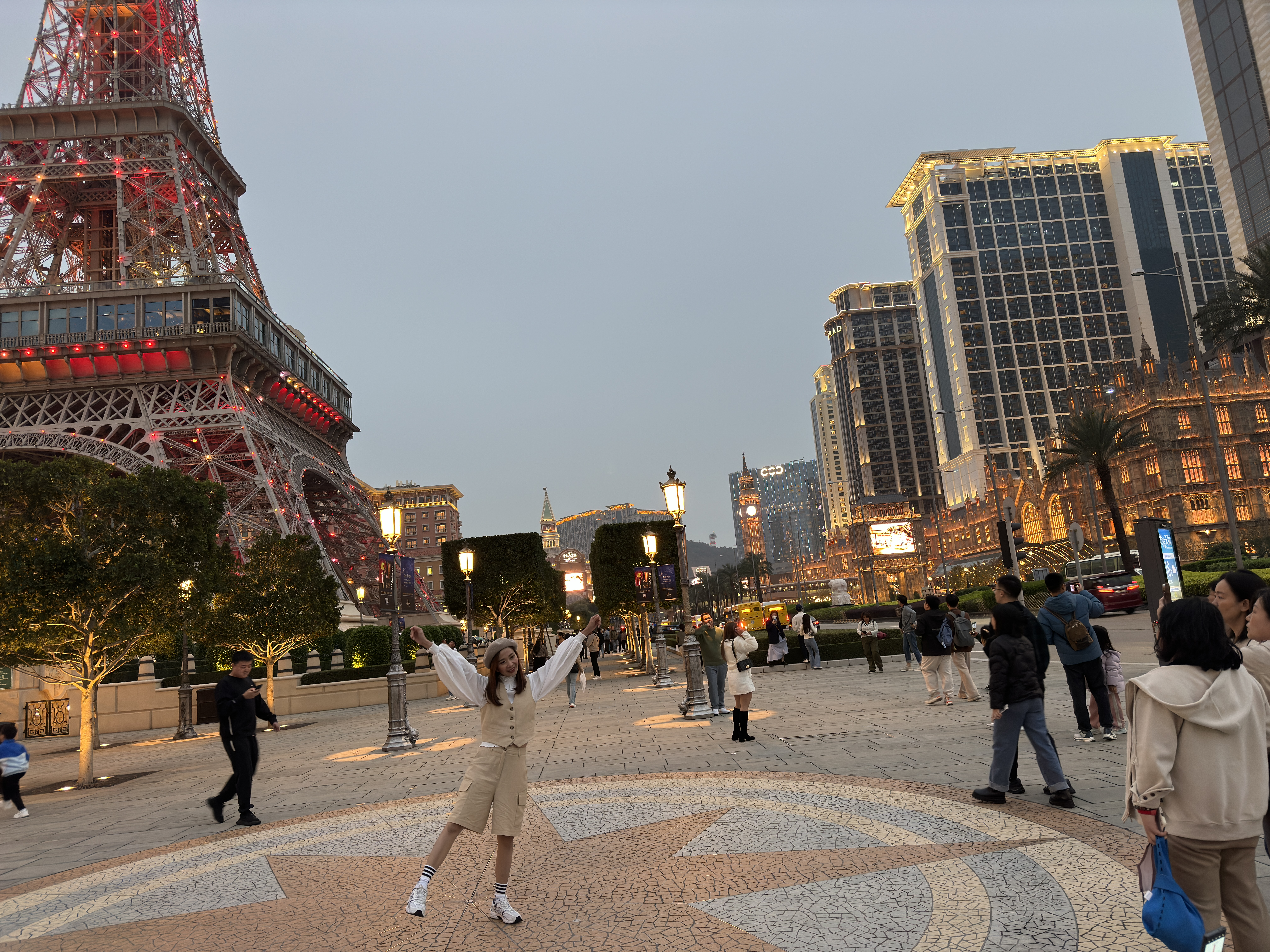
Cotai Strip devant The Parisian le soir, avec The Londoner à droite qui a pour thème Londres.

## Controverses
Le 30 juillet 2014, des dizaines de travailleurs de Macao et de Chine continentale du chantier du Parisian de Macao manifestent à l'extérieur du chantier pour réclamer environ 11 millions de patacas de Macao de salaires impayés, brandissant des bannières avec les slogans « Sous-traitance sans scrupules de New Chang » et « Demande de paiement immédiat de Ji Liang » (New Chang et Shigou sont les noms de deux entreprises de construction). Le Bureau du Travail déclare que l'employeur n'est pas réticent à payer, mais qu'il y a un problème de comptabilité. L'affaire est en cours de résolution,.
Le 22 mai 2015, 70 travailleurs chinois du chantier du Parisian sont soudainement licenciés, et 200 autres travailleurs se voient refuser le paiement de 10 000 yuans chacun et sont invités à retourner en Chine continentale, avec la promesse d'être rappelés plus tard pour reprendre le travail. Cependant, les travailleurs craignent de ne pas pouvoir revenir à Macao et de ne pas pouvoir récupérer leurs salaires impayés. Ils se rassemblent devant le bâtiment du Bureau de liaison et demandent de l'aide. Ils sont très émus et se heurtent à la police qui maintient l'ordre. Certains de ces travailleurs se rendent au Bureau du Travail pour demander le remboursement de leur caution et une indemnisation. En fin de journée, l'entrepreneur promet de réembaucher les travailleurs, ce qui calme temporairement la situation. Les entreprises impliquées comprennent China Construction Engineering Company, Hong Kong New Chang Construction Group et Poly Development Group. Cependant, l'affaire n'est pas résolue. Le 26 mai, environ 100 autres travailleurs manifestent à nouveau, se plaignant que les salaires déduits chaque mois et les loyers élevés prélevés n'ont pas été traités.
Le 10 janvier 2016, un incendie se déclare au sous-sol 2 du chantier de l'hôtel Parisian sur la route de connexion de Taipa. La police judiciaire enquête sur l'incident, qui est suspect.
En 2017, le groupe est accusé de diffuser de fausses informations, affirmant qu'une joueuse professionnelle a gagné 20 millions de dollars au casino du Parisian. Apple Daily publie un article détaillé en première page, décrivant la joueuse comme venant de Shanghai, gagnant beaucoup d'argent dans plusieurs casinos, et étant surnommée la « Reine du Jeu » dans l'industrie du jeu. Elle est censée avoir perdu de l'argent au casino Grand Lisboa, mais avoir gagné des millions chaque jour au Parisian. Elle aurait un assistant pour négocier les conditions avec le casino avant d'entrer, mais elle joue toujours dans la salle principale accessible à tous, plutôt que dans une salle VIP privée, attirant ainsi l'attention. Cette situation aurait duré longtemps, et presque toute l'industrie du jeu de Macao en aurait entendu parler. Même le président de l'Association des travailleurs de Macao, Li Guoqiang, confirme l'histoire. Le journal continue de publier des rumeurs en ligne pendant plusieurs jours,,. Le Wall Street Journal interviewe le directeur du casino du Parisian, le responsable de la sécurité, les croupiers, les caissiers et les joueurs, soit plus de 30 personnes, qui confirment tous n'avoir jamais vu la soi-disant « Reine du Jeu ». La rumeur est également mentionnée lors d'une conférence téléphonique entre le directeur des opérations de Las Vegas Sands, Robert Goldstein, et les investisseurs américains. Le magnat des casinos, Zhou Xuanhua, déclare dans une interview exclusive avec Apple Daily que les rumeurs selon lesquelles les gagnants ne peuvent pas emporter leur argent et sont victimes d'extorsion ou de meurtre sont fausses. Il affirme que le niveau de gestion s'est amélioré et que les gagnants sont en fait un couple du Zhejiang,,.
Le 26 juillet 2020, une petite fille de Macao se casse le bras droit au « Royaume des Enfants » du Parisian, entraînant une fracture et une déformation du poignet. Cet incident soulève des questions sur la sécurité des enfants dans les grands complexes hôteliers.
En juin 2022, Macao connaît une nouvelle vague de l'épidémie de Covid-19. L'hôtel est utilisé comme site d'observation médicale pour les personnes en quarantaine. Le 14 juillet, le Bureau de la Santé du gouvernement de Macao signale une infection groupée dans l'hôtel, avec 52 personnes infectées au 18 juillet, dont 35 employés et 17 personnes en quarantaine. Cet hôtel est le deuxième à connaître une infection groupée après le Grand Lisboa en 2021.